# Eparchia Belthangady
Eparchia Belthangady – eparchia Kościoła katolickiego obrządku syromalabarskiego w Indiach. Została utworzona w 1999 z terenu archieparchii Tellicherry.

## Główne świątynie
- Katedra: Katedra św. Wawrzyńca w Belthangady

## Eparchowie
- Lawrence Mukkuzhy (od 1999)